# Nissan Motors Football Club 1982
Questa voce raccoglie le informazioni riguardanti il Nissan Motors Football Club nelle competizioni ufficiali della stagione 1982.

## Stagione
Uscito nelle fasi iniziali delle coppe il Nissan Motors, presentatosi ai nastri di partenza del campionato come neopromosso, ottenne la salvezza.

## Maglie e sponsor
| Manica sinistra · Manica sinistra · Maglietta · Maglietta · Manica destra · Manica destra · Pantaloncini · Calzettoni | Manica sinistra · Maglietta · Manica destra · Pantaloncini · Calzettoni |  |

## Rosa
| N. |                     | Ruolo | Calciatore       |
| -- | ------------------- | ----- | ---------------- |
| 10 | Giappone (bandiera) | C     | Kazushi Kimura   |
|    | Giappone (bandiera) | P     | Mutsuhiko Sakata |
|    | Giappone (bandiera) | P     | Takashi Yasui    |
|    | Giappone (bandiera) | D     | Shinobu Ikeda    |
|    | Giappone (bandiera) | D     | Hajime Ishii     |
|    | Giappone (bandiera) | D     | Yoshiaki Shimojo |

| N. |                     | Ruolo | Calciatore       |
| -- | ------------------- | ----- | ---------------- |
|    | Giappone (bandiera) | D     | Yasuhiro Higuchi |
|    | Giappone (bandiera) | C     | Nobutoshi Kaneda |
|    | Giappone (bandiera) | C     | Hidehiko Shimizu |
|    | Giappone (bandiera) | C     | Takeshi Takama   |
|    | Giappone (bandiera) | A     | Hiroshi Hayano   |

## Statistiche

### Statistiche di squadra
| Competizione          | Punti | Totale | Totale | Totale | Totale | Totale | Totale | DR |
| Competizione          | Punti | G      | V      | N      | P      | Gf     | Gs     | DR |
| --------------------- | ----- | ------ | ------ | ------ | ------ | ------ | ------ | -- |
| JSL Division 1        | 19    | 18     | 8      | 3      | 7      | 29     | 27     | +2 |
| JSL Cup               | -     | 1      | 0      | 0      | 1      | 1      | 6      | -5 |
| Coppa dell'Imperatore | -     | 2      | 1      | 0      | 1      | 3      | 3      | 0  |
| Totale                |       | 21     | 9      | 3      | 9      | 38     | 36     | +2 |